# Friedrich Meurer
Friedrich Meurer (* 18. Oktober 1792 in Pretzsch (Elbe); † 26. April 1866 in Dresden) war ein deutscher Pharmakologe und Mediziner.

## Leben
Der Sohn des Justizbeamten Gottlob Friedrich Meurer (* 1766; † 7. Juni 1836) und der Johanna Dorothea Sophia (geb. Küchler) hatte die Schule seiner Heimatstadt besucht. Obwohl er gern ein Studium absolviert hätte, musste er, wegen mangelnder Geldmittel des Elternhauses, im Alter von vierzehn Jahren eine Lehre in der Salomonisapotheke in Leipzig absolvieren. Nachdem er 1811 ausgelernt hatte, zog er nach Wittenberg, wo er bei August Ferdinand Ludwig Dörffurt in der Apotheke zum Adler als Gehilfe eine Stellung gefunden hatte. 1812 ging er nach Dresden, wo er in der Marienapotheke eine Anstellung fand. Obwohl er sich gern an der Bekämpfung der Franzosen im Befreiungskriege beteiligt hätte, musste er 1814 jedoch in seiner Geburtsstadt die Leitung der dortigen Apotheke übernehmen.
Als Napoleon 1815 von Elba kommend abermals Europa bedrohte, trat Meurer als Leutnant in den Militärdienst. Da die Erhebung Napoleons jedoch schnell niedergeschlagen war, wurde er mit keiner militärischen Auseinandersetzung konfrontiert. Zurückgekehrt nach Sachsen, fand er in Calau eine neue Anstellung als Apotheker und übernahm im Dezember 1816 die Verwaltung der Apotheke zum weißen Adler in der Friedrichstadt von Dresden. Nachdem dieses Dienstverhältnis 1817 geendet hatte und sein Vater durch seine Versetzung nach Voigsberg über etwas mehr finanzielle Mittel verfügte, begann Meurer 1818 ein Studium der Medizin an der Universität Leipzig.
Hier waren vor allem Ernst Heinrich Weber, Friedrich August Benjamin Puchelt und Friedrich Philipp Ritterich (1782–1866) seine Lehrer. Von diesen gefördert, absolvierte er 1822 das Baccalaurat der Medizin und promovierte im Februar 1826 mit der Dissertation „de vitandis in praescribendo Mercurio sublimato corrosivo vitiis“ zum Doktor der Medizin. Da er während seines Medizinstudiums an einem Halsleiden erkrankt war,  ging er 1830 nach Dresden, wo er die Verwaltung der Marienapotheke übernahm, die seinem späteren Schwager Christoph Friedrich Sartorius Jun. (von 1809 bis 1848) gehörte. Während jener Zeit entwickelte er diese zu einer anerkannten Ausbildungsstelle und hob das Niveau der Apotheke.
Meurer, dem 1840 der Anschluss der sächsischen Apotheker an den Norddeutschen Apothekerverein gelang, gab 1848 seine Tätigkeit an der Dresdner Apotheke auf, um sich als Gerichtschemiker chemischen Studien zu widmen. Er gründete 1856 den Verein der Dresdner Apotheker, widmete sich einer wissenschaftlich fundierten Ausbildung von Pharmakologen und beschäftigte sich mit der pharmazeutischen Analyse. Meurer hatte auch zahlreiche Aufsätze in den pharmakologischen Journalen Pharmazeutisch-chemisches Zentralblatt und Archiv für Pharmazie veröffentlicht und mit dessen Herausgeber Ludwig Franz Bley (* 22. August 1801 in Bernburg; † 13. Mai 1868 ebenda) eine Denkschrift über den Standpunkt der Pharmazie herausgegeben. Sein Andenken wahrte die Meurer Stiftung des norddeutschen Apothekervereins.
Friedrich Meurer war der Bruder des evangelischen Theologen und Kirchenhistorikers Moritz Meurer (1806–1877).